# Герб Білогірського району (Хмельницька область)
Герб Білогірського району — офіційний символ Білогірського району, затверджений 11 березня 2011 р. рішенням № 24-5/2011 V сесії районної ради.

## Опис
На лазуровому полі золоте коло, декороване давньослов'янськими умовними знаками, в обрамлені якого шістнадцять прямих та хвилястих променів. Під ними три срібні гірські вершини. На зеленій базі дві золоті шаблі в косий хрест, вістрям донизу. Щит обрамлений декоративним картушем у вигляді вінка із дубового листя з жолудями, обвитого синьо-жовтою стрічкою. Внизу щита на вигині стрічки напис «Білогірський район», під ними листя калини із трьома кетягами червоних ягід. Щит увінчано золотим снопом пшениці із семи колосків в обрамлені декоративного барокового візерунка.
Автор — В. М. Ільїнський

## Значення символів
Золоте сонце — символ життя, благополуччя, миру і злагоди, розквіту, тепла і світла. Золоте коло — частина жертовної вази із давнього праслов'янського жертовника-капища, розкопаного у с. Лепесівка Білогірського району, на раменах якої зображено праслов'янський хліборобський календар. Срібні гори символізують відкриті крейдяні поклади, які є на території району «білі гори», від яких і пішла назва Білогір'я. Золоті шаблі нагадують про славне минуле краю, героїчну боротьбу наших пращурів за національне та соціальне визволення в роки Хмельниччини.